# National Board of Review Awards 1964
La 36ª edizione dei National Board of Review Awards si è tenuta il 22 dicembre 1964.

## Classifiche

### Migliori dieci film
- The Finest Hours, regia di Peter Baylis
- Zorba il greco (Zorba the Greek), regia di Michael Cacoyannis
- My Fair Lady, regia di George Cukor
- Topkapi, regia di Jules Dassin
- La ragazza dagli occhi verdi (The Girl with Green Eyes), regia di Desmond Davis
- Ventimila sterline per Amanda (Séance on a Wet Afternoon), regia di Bryan Forbes
- Becket e il suo re (Becket), regia di Peter Glenville
- Il giardino di gesso (The Chalk Garden), regia di Ronald Neame
- La vita privata di Henry Orient (The World of Henry Orient), regia di George Roy Hill
- Four Days in November, regia di Mel Stuart

### Migliori film stranieri
- La vita coniugale - Nel bene e nel male, regia di André Cayatte
- Il mondo senza sole (Le monde sans soleil), regia di Jacques-Yves Cousteau
- Ieri, oggi, domani, regia di Vittorio De Sica
- Sedotta e abbandonata, regia di Pietro Germi
- I compagni, regia di Mario Monicelli

## Premi
- Miglior film: Becket e il suo re (Becket), regia di Peter Glenville
- Miglior film straniero: Il mondo senza sole (Le monde sans soleil), regia di Jacques-Yves Cousteau
- Miglior attore: Anthony Quinn (Zorba il greco)
- Miglior attrice: Kim Stanley (Ventimila sterline per Amanda)
- Miglior attore non protagonista: Martin Balsam (L'uomo che non sapeva amare)
- Miglior attrice non protagonista: Edith Evans (Il giardino di gesso)
- Miglior regista: Desmond Davis (La ragazza dagli occhi verdi)